# Денежная иллюзия
Денежная иллюзия — термин, описывающий склонность людей воспринимать номинальную стоимость денег, а не их реальную стоимость, выражающуюся в покупательной способности. Иначе говоря, большинство людей больше обращает внимание на цифровой номинал денег, хотя важны количественные соотношения при покупке товаров. Это заблуждение вызвано отсутствием самостоятельной ценности фиатных денег, реальной ценностью которых является их возможность обмена на товары и услуги, а также возможность платить налоги.
Существенная часть людей воспринимает в качестве выгоды повышение своих зарплат, цен на товары или услуги, которые они продают, либо принадлежащих им финансовых активов. При этом они ошибочно не учитывают общий процесс инфляции. Денежная иллюзия более распространена в обществах, где на протяжении длительного периода времени цены и зарплаты были стабильными. При длительной инфляции население начинает осознавать, что рост их номинальных зарплат не ведёт к улучшению финансового положения. Ярким примером такой иллюзии была Германия в 1919 году, когда правительство начало усиленную эмиссию валюты, поначалу не все воспринимали это как кризис и все еще верили в стабильность и ценность немецкой марки, на первых порах это ускорило товарооборот и даже принесло небольшой рост экономики, который сменился значительным упадком.
Неологизм «денежная иллюзия» был предложен Дж. М. Кейнсом в начале XX века. На эту тему в 1928 году Ирвинг Фишер написал книгу «The Money Illusion». Монетарные экономисты оспаривают факт существования денежной иллюзии, полагая, что люди действуют рационально (то есть, оперируют реальными ценами) по отношению к своему богатству и накоплениям. Эльдар Шафир, Питер Даймонд и Амос Тверски (1997) предоставили эмпирические доказательства существования эффекта; кроме того, было продемонстрировано, что денежная иллюзия влияет на ряд как экспериментальных, так и реальных ситуаций.
Эльдар Шафир и другие авторы считают, что денежная иллюзия влияет на экономическое поведение по трем основным направлениям:
- Жёсткость цен. Денежная иллюзия считается одной из причин, почему номинальные цены меняются очень медленно, даже если инфляция уже вызвала рост реальных цен или расходов.
- Контракты и законодательные выплаты не индексируются с учётом инфляции так часто, как можно было бы рационально ожидать.
- Общественное мнение, официальные и популярные средства массовой информации отражают некоторую путаницу о реальной и номинальной стоимости.

Денежная иллюзия может также влиять на представления людей о результатах. Эксперименты показали, что люди, как правило, воспринимают как несправедливое сокращение номинального дохода приблизительно на 2 % без изменения цен на товары. Но при этом рост на 2 % номинальных доходов при одновременной инфляции в 4 % считают справедливым. Хотя эти два варианта экономически почти эквиваленты. Кроме того, денежная иллюзия приводит к тому, что номинальное изменение цен может повлиять на спрос, даже если реальные покупательные соотношения остались неизменными.